# Ввічливість
Ввічливість (також чемність, ґречність) — дотримування правил етикету, уважності та люб'язності до оточуючих людей. Під ввічливістю зазвичай розуміють вміння шанобливо і тактовно спілкуватися з людьми, готовність знайти компроміс і вислухати протилежні точки зору. Ввічливість вважається вираженням хороших манер і знання етикету. Оскільки ввічливість — культурний феномен, те, що вважається ввічливим в одній культурі, може вважатися грубим чи дивним в іншій. Зазвичай ввічливість дозволяє людям відчувати себе комфортно в товаристві один одного і уникати напруженості у відносинах. Однак відмінності в нормах поведінки людей різних культур і субкультур можуть також призводити до того, що в результаті частина присутніх може відчувати себе ніяково, соромитися грубості своїх манер або навіть сприймати, що відбувається як агресію.

## Види
Лінгвісти Браун і Левінсон виділяють два види ввічливості:
- негативна ввічливість — підкреслення права співрозмовника на вибір в тій чи іншій ситуації, застосовуючи, наприклад, фрази типу «якщо не заперечуєте» або «якщо Вам не важко»;
- позитивна ввічливість — вираз поваги до потреби людей в тому, щоб їх цінували і розуміли.

Крім того, є дослідження гендерної залежності форм ввічливості.

## Гендерна відмінність
Деякі дослідження показують, що жінки вживають ввічливі форми частіше чоловіків, але причина не є відомою. Сучасні дослідження показали, що гендерні відмінності у використанні ввічливості є комплекс, так як є чіткий зв'язок між нормами ввічливості і стереотипного спілкуванням білих жінок середнього класу Великої Британії та США. Тому не дивно, що жінки, як правило пов'язані з ввічливістю і нормами лінгвістичною поведінкою більше.

## Культурна відмінність
Японські вчені стверджують, що в східній культурі, на відміну від західної, ввічливість не є довільним актом, а відображає соціальну ієрархію. У японській мові існує два рівні ввічливого спілкування, один для близьких, сім'ї та друзів, інший для всіх інших. Крім того, існують різні мовні засоби для ввічливого поводження в залежності від статі, віку, соціального статусу, ступеня близькості та інших культурних факторів.

## Техніка ввічливого поводження
- Вживання виразів що пом'якшують сенс, що дозволяють зблизити позиції співрозмовників в разі негативної реакції у відповідь, наприклад, «є невелика проблема», «ми трохи посперечалися», «я в цьому погано розбираюся» тощо.
- Використання евфемізмів і конотації.
- Перевагу питальних виразів тверджень, наприклад: «Ви були в магазині, чи не так?» ;
- використання заперечень замість прямих запитань: «Ви ще не зайшли до магазину?» ;
- вживання ефективної лексики, що виражає занепокоєння за співрозмовника: «Ви не були там занадто довго?»;
- пом'якшення вимог питальній формою: «Ви не могли б подати мені це?»;
- пом'якшення вимог запрошенням співрозмовнику прокоментувати їх: «Вам адже неважко це зробити, чи не так?»

## Лінгвістичні методи
Окрім вище сказаного, виявлення ввічливості, поваги, пошани, соціально статусу співрозмовця і слухача є специфічні. Є два типи виявлення ввічливості у мові: лексикон (наприклад використання певних слів у формальній розмові і використання лексики на кожний день, в неформальній) морфологічний (наприклад використання спеціальних дієслівних форм у ввічливій розмові)ТВ відмінність є типовим прикладом в західних мовах.